# Isao Inokuma
Isao Inokuma (猪熊 功, Inokuma Isao), né le 4 février 1938 à Yokosuka et mort le 28 septembre 2001 à Tokyo, était un judoka japonais. Il fut le premier champion olympique de la catégorie reine du judo en 1964, celle des poids lourds (à l'époque réservée aux plus de 80 kilogrammes).

## Biographie
Il commença le judo à 15 ans dans un pays où cet art martial est roi. Étudiant à l'université de Tokyo, il continue pourtant le judo où il atteint le grade de 4e dan à 18 ans. Il progresse régulièrement, travaille son physique jusqu'à disputer le prestigieux championnat du Japon dans la catégorie open (toutes catégories en français) en 1959. Malgré son relatif petit poids (83 kg), il réalise la performance de remporter le tournoi à seulement 21 ans et devient le premier judoka à gagner cette compétition dès sa première participation. Le record de précocité sera battu par Yasuhiro Yamashita en 1977, et il faudra attendre 2006 pour qu'un nouveau judoka s'impose dès sa première participation (Itoshi Ishii).
Malgré la forte densité de judokas qui existe au Japon, il réussit à gagner son billet pour les Jeux olympiques de Tokyo qui se déroulent en 1964 .
Ayant gagné du poids, il n'en reste pas moins qu'il est toujours le judoka le plus léger à combattre dans la catégorie des poids lourds. Ainsi, il rend plus de 30 kg à son adversaire canadien Doug Rogers lors de finale. Lors de celle-ci et en présence de l'empereur Hirohito, le Japonais triomphe à l'issue des quinze minutes de combat et devient le premier champion olympique de l'histoire de sa catégorie.
Un an plus tard, en l'absence du champion olympique néerlandais Anton Geesink, Inokuma remporte le titre de champion du monde en toutes catégories. Le Japonais prit sa retraite sportive après ce dernier titre à seulement 27 ans. Directeur du Judo Club de l'Université de Tokyo, il tâcha dès lors de dénicher et d'entraîner de jeunes judokas. Professeur d'éducation physique à l'Université de Tokai tout à la fin des années 1960. Proche de Shigeyoshi Matsumae, il aida ce dernier à devenir président de la Fédération internationale de judo en faisant campagne pour lui.
Toujours très proche des instances japonaises du judo, il se lance néanmoins dans le bâtiment. En septembre 2001, alors qu'il était à la tête d'une entreprise de construction qui connaissait des difficultés financières, l'ancien judoka se donne la mort par seppuku. Son corps est retrouvé sans vie dans son bureau de Tokyo.

## Palmarès

### Jeux olympiques
- Jeux olympiques de 1964 à Tokyo (Japon) :
  -  Médaille d'or dans la catégorie des poids lourds (+80 kg).

### Championnats du monde
- Championnats du monde 1965 à Rio de Janeiro (Brésil) :
  -  Médaille d'or en toutes catégories.